# باك ضد بيل
باك ضد بيل (بالإنجليزية: Buck v. Bell)، رقم 274 للمجلد 200 من قرارات المحكمة العليا الأمريكية (1927)، هو حكم تاريخي أصدرته المحكمة العليا للولايات المتحدة، كتبه القاضي أوليفر ويندل هولمز الابن، حيث قضت المحكمة بأن قانون الولاية ‏ الذي يسمح بالتعقيم الإجباري لغير المؤهلين، بما في ذلك المعاقين ذهنيًا، «لحماية وصحة الدولة» لا ينتهك بند الإجراءات القانونية الواجبة ‏ في التعديل الرابع عشر لدستور الولايات المتحدة. وعلى الرغم من تغير المواقف بشأن التعقيم، فإن المحكمة العليا لم تُلغي المحكمة العليا هذا القرار صراحةً. ويُعتقد على نطاق واسع أن هذا القانون تراجع تأثيره بعد قضية سكينر ضد أوكلاهوما ‏، رقم 316 للمجلد 535 (1942)، والتي تناولت التعقيم الإجباري للمجرمين الذكور المعتادين (وتوصلت إلى نتيجة عكسية). كتب الباحث القانوني وكاتب سيرة هولمز، جي. إدوارد وايت، «المحكمة العليا قد ميزت القضية [باك ضد بيل] بحيث أصبحت غير ذات وجود فعلي». بالإضافة إلى ذلك، توفر القوانين الفيدرالية، بما في ذلك قانون إعادة التأهيل لعام 1973 وقانون الأمريكيين ذوي الإعاقة لعام 1990، حماية للأشخاص ذوي الإعاقات، التي تشمل الإعاقات الجسدية والعقلية على حد سواء.

## الخلفية
تم طرح مفهوم تحسين النسل الحديث في عام 1883 من قبل فرانسيس جالتون، الذي صاغ الاسم أيضًا. أصبحت الفكرة شائعة لأول مرة في الولايات المتحدة ووجدت مؤيدين في أوروبا بحلول بداية القرن العشرين؛ حيث كان 42 من أصل 58 ورقة بحثية قدمت في المؤتمر الدولي الأول لعلم تحسين النسل، الذي عقد في لندن عام 1912، من علماء أمريكيين. أقرت ولاية إنديانا أول قانون للتعقيم لأغراض تحسين النسل في عام 1907، لكنه كان معيبًا من الناحية القانونية. ولعلاج هذا الوضع، قام هاري لافلين، من مكتب سجلات تحسين النسل ‏ في مختبر كولد سبرينج هاربور ‏، بتصميم نموذج لقانون تحسين النسل والذي تمت مراجعته من قبل خبراء قانونيين. في عام 1924، اعتمدت كومنولث فرجينيا قانونًا يسمح بالتعقيم الإجباري للأشخاص ذوي الإعاقة الذهنية لأغراض تحسين النسل، وهو قانون يعتمد بشكل وثيق على نموذج لافلين.
يمكن وصف الدكتور ألبرت سيدني بريدى ‏، المشرف على مستعمرة ولاية فيرجينيا للمصابين بالصرع وضعاف العقول ‏، بأنه من المتعصبين لعلم تحسين النسل. قبل عام 1924، أجرى بريدى مئات من عمليات التعقيم القسري من خلال تفسير القوانين بطريقة إبداعية والتي سمحت بإجراء العمليات الجراحية بما يفيد الحالة «الجسدية أو العقلية أو الأخلاقية» للسجناء في المستعمرة. كان يجري عمليات جراحية لتخفيف «اضطراب الحوض المزمن»، وفي هذه العملية كان يقوم بتعقيم النساء. وفقًا لبريدى، فإن النساء اللواتي اختارهن كن «غير أخلاقيات» بسبب «حبهن للرجال»، وسمعتهن في «الفجور»، وميولهن «المفرطة في الجنس» و«الجنون بالرجال». تم تعقيم فتاة تبلغ من العمر ستة عشر عامًا بسبب عادتها في «التحدث إلى الأولاد الصغار».

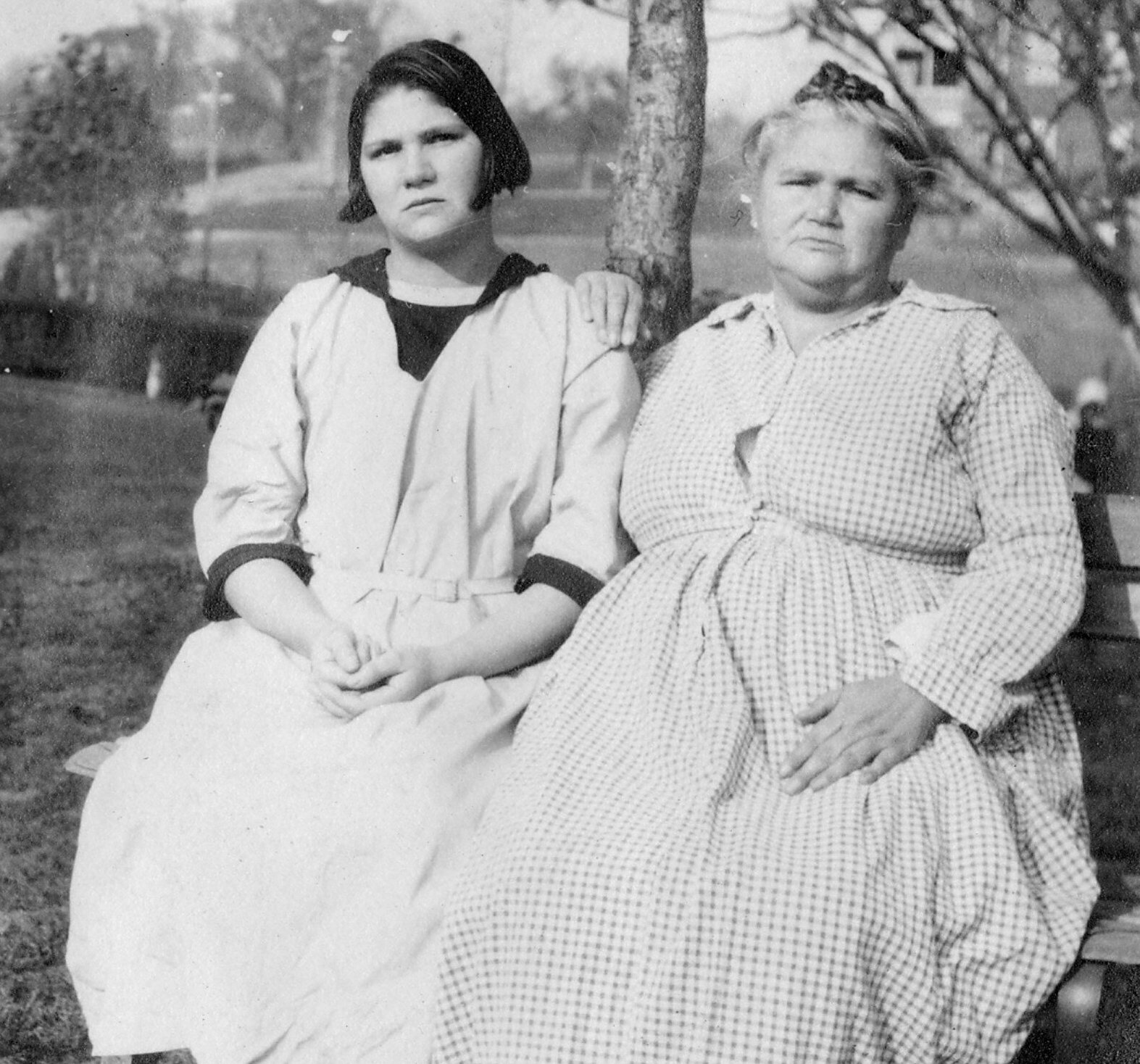
(يسار) في برفقة والدتها إيما باك عام 1924

في محاولة لتحديد ما إذا كان القانون الجديد سوف ينجو من التحدي القانوني، قدم بريدى في 10 سبتمبر 1924 التماسًا إلى مجلس إدارته لتعقيم كاري باك ‏. كانت مريضة تبلغ من العمر 18 عامًا في مؤسسته، وادعى أن عمرها العقلي يبلغ 9 سنوات. وأكد بريدى أن باك يمثل تهديدًا وراثيًا للمجتمع. وبحسب قوله، فإن والدة باك البالغة من العمر 52 عامًا كانت تمتلك عمرًا عقليًا يبلغ 8 سنوات، ولديها سجل من الدعارة والفجور، ولديها ثلاثة أطفال دون معرفة جيدة بأبوتهم. كاري باك، واحدة من هؤلاء الأطفال، تم تبنيها وذهبت إلى المدرسة لمدة خمس سنوات، حتى وصلت إلى مستوى الصف السادس. ومع ذلك، وفقًا لبريدي، ثبت في النهاية أن باك «غير قابل للإصلاح» وأنجب طفلاً غير شرعي. أرسلتها عائلتها بالتبني إلى مستعمرة الدولة باعتبارها «أبله»، حيث شعرت أنهم لم يعودوا قادرين على رعايتها. وقد زُعم لاحقًا أن حمل باك لم يكن بسبب أي «فساد أخلاقي» من جانبها. في صيف عام 1923، بينما كانت والدتها بالتبني غائبة «بسبب بعض المرض»، يُزعم أن ابن شقيق والدتها بالتبني اغتصب باك، ووُصف التزامها اللاحق بأنه محاولة من جانب العائلة لإنقاذ سمعتها.

## عائلة باك
ولدت كاري باك في شارلوتسفيل، فيرجينيا، وهي أول ثلاثة أطفال ولدوا لإيما باك؛ وكان لديها أيضًا أخت غير شقيقة، دوريس باك، وأخ غير شقيق، روي سميث. لا يُعرف الكثير عن إيما باك باستثناء أنها كانت فقيرة ومتزوجة من فريدريك باك، الذي تخلى عنها في وقت مبكر من زواجهما. تم إرسال إيما إلى مستعمرة ولاية فرجينيا للمصابين بالصرع وضعاف العقول ‏ بعد اتهامها بـ«الفجور» والدعارة والإصابة بمرض الزهري.

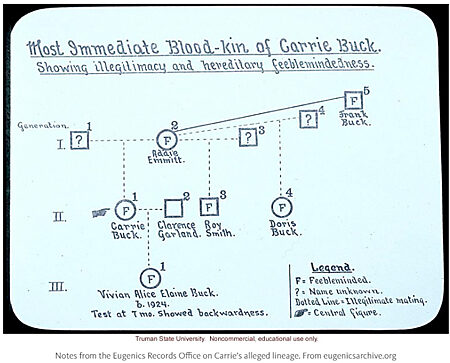
أقارب الدم لكاري باك

بعد ولادتها، تم وضع كاري باك مع الوالدين بالتبني، جون وأليس دوبس. التحقت بمدرسة عامة، حيث اشتهرت بأنها طالبة متوسطة المستوى. عندما كانت في الصف السادس، أخذها آل دوبس ليطلبوا منها المساعدة في الأعمال المنزلية.
في سن السابعة عشر، أصبحت باك حاملاً نتيجة اغتصابها من قبل ابن شقيق أليس دوبس، كلارنس جارلاند. في 23 يناير 1924، أرسلها آل دوبس إلى مستعمرة فرجينيا للمصابين بالصرع وضعاف العقول بسبب ضعف عقولهم وسلوكهم غير القابل للإصلاح والعلاقات غير الشرعية. ويقال إن التزامها كان بسبب إحراج الأسرة بسبب حمل باك بسبب حادثة الاغتصاب.

في 28 مارس 1924، أنجبت طفلة. وبما أن باك كان قد تم إعلانها غير مؤهلة عقليًا لتربية طفلها، فقد تبنى ‏ آل دوبس الطفلة وأطلقوا عليها اسم «فيفيان أليس إيلين دوبس». التحقت بمدرسة فينابل الابتدائية العامة في شارلوتسفيل لمدة أربعة فصول دراسية، من سبتمبر 1930 حتى مايو 1932. وبحسب كل الروايات، كانت فيفيان تتمتع بذكاء متوسط، بعيدًا كل البعد عن الضعف العقلي.
لقد كانت طالبة عادية تمامًا، طالبة متوسطة إلى حد ما، ولم تكن متفوقة بشكل خاص ولا مضطربة كثيرًا. في تلك الأيام التي سبقت تضخم الدرجات، عندما كانت درجة C تعني ”جيد، 81-87“ (كما هو محدد في بطاقة تقريرها) بدلاً من أن تكون بالكاد متقاربة، حصلت فيفيان دوبس على تقدير A و B في السلوك و C في جميع المواد الدراسية باستثناء الرياضيات (التي كانت دائمًا صعبة بالنسبة لها، حيث حصلت على D) خلال الفصل الدراسي الأول في الصف الأول A، من سبتمبر 1930 إلى يناير 1931. تحسّن مستواها خلال الفصل الدراسي الثاني في الصف الأول ب، حيث حصلت على تقدير امتياز في السلوك، وجيد في الرياضيات، وجيد في الرياضيات، وجيد في جميع المواد الأكاديمية الأخرى؛ وقد تم وضعها على قائمة الشرف في أبريل 1931. تم ترقيتها إلى الصف 2أ، وواجهت مشاكل خلال فصل خريف عام 1931، حيث رسبت في الرياضيات والهجاء ولكنها حصلت على تقدير امتياز في السلوك، وجيد في القراءة، وجيد في الكتابة واللغة الإنجليزية. تم ”الاحتفاظ بها في 2أ“ للفصل الدراسي التالي&bsp;- أو ”تركها إلى الخلف“ كما كنا نقول، ونادراً ما كانت علامة على البلاهة كما أتذكر جميع رفاقي الذين عانوا من مصير مماثل. على أي حال، فقد أبلت مرة أخرى بلاءً حسنًا في الفصل الدراسي الأخير، حيث حصلت على تقدير جيد جدًا في السلوك والقراءة والإملاء، وتقدير جيد في الكتابة واللغة الإنجليزية والرياضيات خلال شهرها الأخير في المدرسة. لقد تفوقت ابنة المرأة ”البذيئة والفاسقة“ هذه في السلوك، وكان أداؤها في المواد الدراسية مناسبًا، وإن لم يكن ببراعة.— ستيفن جاي غولد، مجلة التاريخ الطبيعي (1984)، كما أعيد طبعه في جولد، ستيفن جاي، "ابتسامة طائر الفلامنجو: تأملات في التاريخ الطبيعي"، نيويورك: دبليو دبليو نورتون وشركاه، 1985، ص 316-317.
في يونيو 1932، أصيبت فيفيان بالحصبة. توفيت بسبب عدوى معوية ثانوية، التهاب القولون المعوي، في سن الثامنة.

## قضية المحكمة
أقرّ المجلس العام لولاية فرجينيا قانون التعقيم النسلي في عام 1924. وفقًا للمؤرخ الأمريكي بول أ. لومباردو، كتب السياسيون القانون لصالح طبيب ممارس غير مسؤول لتجنب الدعاوى القضائية من المرضى الذين كانوا ضحايا للتعقيم القسري. استخدم علماء تحسين النسل قضية باك لإضفاء الشرعية على هذا القانون في قضية باك ضد بيل أمام المحكمة العليا عام 1927، والتي سعوا من خلالها إلى الحصول على إذن قانوني لولاية فيرجينيا لتعقيم باك.

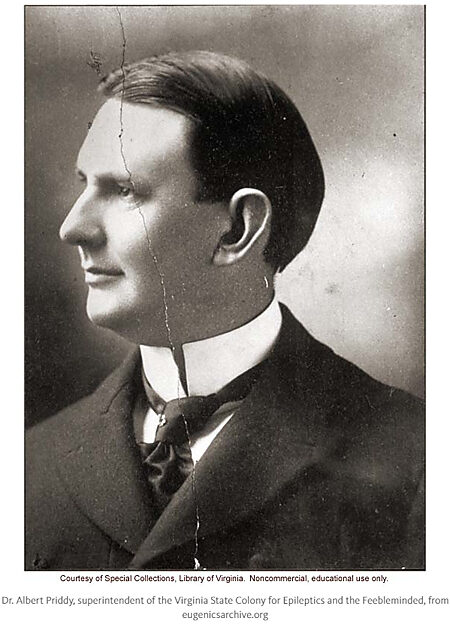
الدكتور ألبرت بريدى، المشرف على مستعمرة ولاية فرجينيا للمصابين بالصرع وضعاف العقول

وجدت كاري باك نفسها في المستعمرة في يونيو 1924، قبل وقت قصير من عيد ميلادها الثامن عشر. وسرعان ما أدرك بريدى الصلة بين إيما وكاري، وكان يعلم بشأن فيفيان المولودة حديثًا: أصدر مجلس الإدارة أمرًا بتعقيم باك، واستأنف الوصي عليها القضية أمام محكمة دائرة مقاطعة أمهرست.
ومن أجل التحقق الكامل من صحة القانون بما يرضي بريدى، كان لا بد من الدفاع عن قرار المجلس في المحكمة. وبناء على ذلك، تم تعيين إيرفينج ب. وايتهايد «للدفاع» عن كاري من قرار المجلس. لم يكن وايت هيد صديقًا مقربًا لبريدي، العضو السابق في مجلس المستعمرات، ومن غير المستغرب، مؤمنًا راسخًا بالتعقيم القسري فحسب، بل كان أيضًا صديق طفولة لأوبري إي. سترود، الذي صاغ قانون التعقيم النسلي لعام 1924.
وبينما كانت القضية تشق طريقها عبر نظام المحكمة، توفي بريدى وتولى خليفته، جون هندرن بيل، القضية.

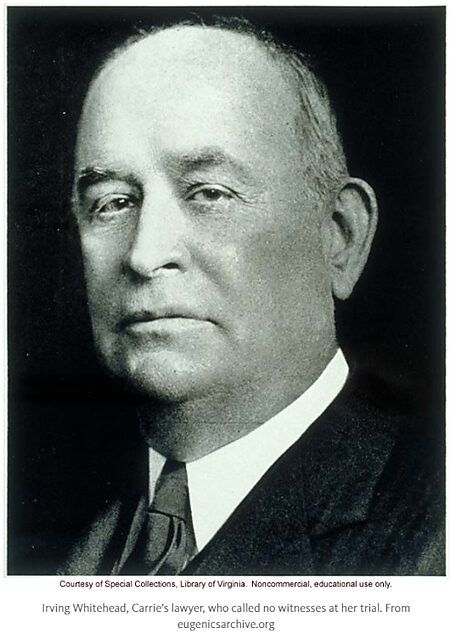
إيرفينج وايتهايد، محامي كاري باك في قضية باك ضد بيل

طوال محاكمة كاري، قدّمت سلسلة من الشهود شهاداتٍ مبنية على الإشاعات، مثيرة للجدل، تخمينية، وعبثية. ولأن بريدي وسترود رأىا ضرورة إثبات أن «أصل» عائلة كاري بأكمله معيب، فقد شهد شهودٌ لم يلتقوا بكاري قط على الشائعات والحكايات المحيطة بها وبعائلتها. أحد الشهود القلائل الذين أدلوا بشهاداتهم بمعرفة مباشرة بكاري، ممرضة من شارلوتسفيل كانت على اتصال متقطع بكاري على مر السنين، تذكرت أنه في المدرسة الابتدائية، ضُبطت كاري وهي تكتب ملاحظاتٍ للأولاد. وبطبيعة الحال، قام بريدي ذات مرة بتعقيم فتاةٍ بسبب هذه المخالفة. في شهادته، رأى بريدي ضرورة الإشارة إلى أن كاري كانت «ذات وجهٍ مشوه».
فشل وايتهيد في الدفاع عن باك بشكلٍ كافٍ وفي مواجهة الادعاء العام. لم يستدعِ وايتهيد أي شهود فحسب، بل لم يطعن في افتقار شهود الادعاء إلى المعرفة المباشرة أو في ادعاءاتهم العلمية المشبوهة. لم يستدعِ وايتهيد حتى معلمي كاري، الذين كان بإمكانهم إثبات، بأدلة موثقة، أن كاري كانت طالبة عادية، ومنهم معلم كتب أن كاري «جيدة جدًا» في «السلوك والدروس». بدلًا من ذلك، بدا أن وايتهيد كان يشهد غالبًا ضد موكلته، معتبرًا أنها «منخفضة المستوى». لم يطعن في ادعاء أن كاري ابنة غير شرعية، وهو ادعاء باطل بموجب قانون ولاية فرجينيا لأن والديها كانا متزوجين وقت ولادتها. كما لم يجادل بأن «فساد كاري» المزعوم وعدم شرعية فيفيان ناجمان عن اغتصاب من قبل ابن شقيق آل دوبس، كلارنس جارلاند.
خسرت باك القضية في المحكمة الابتدائية، حيث شهد ضدها عالم تحسين النسل الشهير في فرجينيا جوزيف دي جارنيت ‏.

### الطعون والأحكام القانونية
ثم انتقلت القضية إلى محكمة الاستئناف العليا في فيرجينيا، حيث قدم وايتهايد ملخصًا من خمس صفحات مقارنة بملخص الولاية المكون من 40 صفحة. لقد خسر باك هناك أيضًا. كان ملاذها الوحيد هو المحكمة العليا الأمريكية، ولكن ذلك كان مجرد وهم: حتى لو بذل وايتهايد جهدًا، فقد عُرضت قضية كاري أمام المحكمة العليا بحضور اثنين على الأقل من المؤمنين المعلنين بعلم تحسين النسل: رئيس المحكمة العليا (والرئيس السابق) ويليام هوارد تافت والقاضي أوليفر وندل هولمز الابن. في عام 1915، كتب تافت مقدمة كتاب كيف تعيش، والذي احتوى على جزء كبير مخصص لعلم تحسين النسل. أما بالنسبة لهولمز، فقد أخبر القاضي المستقبلي فيليكس فرانكفورتر في عام 1921 أنه لا يجد مشكلة في «تقييد التكاثر من قبل غير المرغوب فيهم وحكم على الأطفال الذين لم يجتازوا الاختبار بالموت».
وادعى باك وولي أمرها أن بند الإجراءات القانونية الواجبة يضمن لجميع البالغين الحق في الإنجاب وهو ما تم انتهاكه. كما زعموا أن بند الحماية المتساوية في التعديل الرابع عشر قد تم انتهاكه نظرًا لعدم معاملة جميع الأشخاص ذوي الظروف المتشابهة على قدم المساواة. كان قانون التعقيم مخصصا فقط لـ«ضعاف العقول» في بعض مؤسسات الدولة ولم يذكر مؤسسات الدولة الأخرى أو من ليسوا في مؤسسة.
كان التحدي القانوني تواطؤًا متعمدًا، حيث تم رفعه نيابة عن الدولة لاختبار شرعية القانون. كان الاستجواب المتبادل والشهود الذين قدمهم وايتهايد غير فعالين، ويُزعم أنهم كانوا نتيجة لتحالفه مع سترود أثناء المحاكمة. ولم تكن هناك أي دعوى قضائية حقيقية بين الادعاء والدفاع، وبالتالي لم تتلق المحكمة العليا أدلة كافية لاتخاذ قرار عادل بشأن «الدعوى القضائية الودية».

#### المحكمة العليا
في الثاني من مايو عام 1927، وفي قرار صدر بأغلبية 8 أصوات مقابل صوت واحد، قبلت المحكمة العليا الأمريكية أن باك ووالدتها وابنتها كانوا «ضعفاء العقل» و«عشوائيين»، وأن من مصلحة الدولة أن يتم تعقيمها. وقد خلص الحكم إلى أن قانون التعقيم في ولاية فرجينيا لعام 1924 لم ينتهك الدستور الأمريكي وأضفى الشرعية على إجراءات التعقيم حتى إلغائه في عام 1974.
وقد أسند تافت الرأي إلى هولمز. وقد تعرضت مسودته الأولى لانتقادات من زملائه بسبب استبدال التحليل القانوني بالزخارف البلاغية حول تحسين النسل.[بحاجة لمصدر] كتب تافت:
بعض الإخوة [القضاة الآخرين] قلقون بشأن هذه القضية، وخاصةً [القاضي بيرس] بتلر. هل لي أن أقترح عليك أن تُفصّل قليلاً في شرحك للحرص الذي أولته فرجينيا للحماية من الإجراءات غير المبررة أو المتسرعة، وعدم وجود خطر مؤكد على المريض، وغيرها من الظروف التي تُخفف من صدمة الكثيرين تجاه العلاج؟ إن قوة الوقائع على مدى ثلاثة أجيال هي الحجة الأقوى بالطبع.

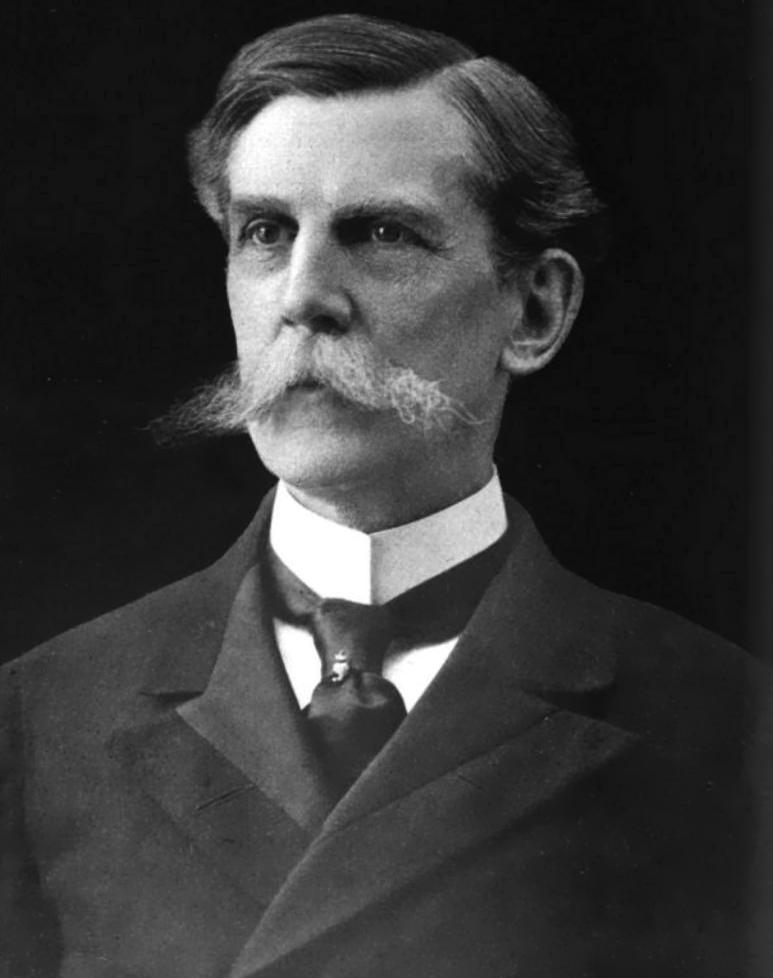
القاضي هولمز في عام تعيينه في المحكمة العليا للولايات المتحدة

وأوضح القاضي هولمز أن التحدي لم يكن على الإجراء الطبي المعني، بل على عملية القانون الموضوعي. وقد اقتنعت المحكمة بأن قانون التعقيم في ولاية فرجينيا يتوافق مع متطلبات الإجراءات القانونية الواجبة، حيث لا يمكن إجراء التعقيم إلا بعد عقد جلسة استماع مناسبة، حيث يمكن للمريض والوصي حضورها، وكان للمريض الحق في استئناف القرار. ووجدوا أيضًا أنه نظرًا لأن الإجراء كان يقتصر على الأشخاص المقيمين في مؤسسات الدولة، فإنه لا يحرم المريض من الحماية المتساوية التي يوفرها القانون. وأخيرا، بما أن قانون التعقيم في ولاية فرجينيا لم يكن قانونا جزائيا، فقد قضت المحكمة بأنه لا ينتهك التعديل الثامن، لأنه ليس من المقصود أن يكون عقابيا.[بحاجة لمصدر] مستشهدًا بمصالح الدولة العليا، أكد القاضي هولمز على أهمية قانون مثل قانون فرجينيا لمنع البلاد من «الغرق في عجزها». قبلت المحكمة، دون دليل، أن كاري ووالدتها كانتا تمارسان علاقات جنسية غير شرعية، وأن الأجيال الثلاثة من عائلة باكس تشترك في سمة وراثية تتمثل في ضعف العقل. وبالتالي، كان من مصلحة الدولة تعقيم كاري باك. وقد اعتبر القرار بمثابة انتصار كبير لعلماء تحسين النسل.
لقد رأينا مرارًا أن المصلحة العامة قد تستدعي خيرة المواطنين للنجاة. وسيكون من الغريب ألا تستدعي من يُضعفون قوة الدولة بالفعل لتقديم هذه التضحيات البسيطة، التي غالبًا ما لا يراها المعنيون كذلك، وذلك لمنع غرقنا في عجزنا. من الأفضل للعالم أجمع، بدلًا من انتظار إعدام الأبناء المنحرفين بتهمة ارتكاب الجرائم، أو تركهم يموتون جوعًا بسبب جهلهم، أن يمنع المجتمع من هم غير مؤهلين بشكل واضح من مواصلة نسلهم. إن المبدأ الذي يدعم التطعيم الإجباري واسع بما يكفي ليشمل ربط أنبوب فالوب [...] ثلاثة أجيال من البلهاء تكفي.— القاضي أوليفر ويندل هولمز، باك ضد بيل، 274 الولايات المتحدة 200 (1927)
واختتم هولمز حجته بالاستشهاد بقضية جاكوبسون ضد ماساتشوستس ‏ كسابقة للقرار، حيث صرح بأن «ثلاثة أجيال من الحمقى تكفي». كان القاضي بيرس بتلر، الكاثوليكي المتدين، هو المعارض الوحيد في المحكمة، ولم يكتب رأيًا مخالفًا.

### الآثار
وفقًا لخبير تحسين النسل الشهير هاري إتش لافلين، الذي قُدمت شهادته المكتوبة أثناء المحاكمة في غيابه، فإن الهزيمة القانونية لباك أشارت إلى نهاية «الفترة التجريبية للتعقيم النسلي». وبعد حكم المحكمة العليا، سنت أكثر من عشرين ولاية قوانين مماثلة، بما في ذلك ولاية أوريغون وكارولينا، مما أدى إلى مضاعفة عمليات التعقيم الأمريكية من 6000 إلى أكثر من 12000 بحلول عام 1947. تم تعقيم باك في 19 أكتوبر 1927، بعد حوالي خمسة أشهر من صدور حكم المحكمة العليا. أصبحت أول امرأة في فيرجينيا يتم تعقيمها منذ إقرار قانون التعقيم النسلي عام 1924. يقال إن قانون التعقيم في ولاية فرجينيا كان مصدر إلهام لألمانيا النازية التي أجرت 400 ألف عملية تعقيم، بما في ذلك تلك التي أقرتها بموجب قانون عام 1933 للحماية من النسل المعيب وراثيًا.
خضعت كاري باك لعملية جراحية، حيث تلقت استئصال قناة فالوب الإجباري (نوع من ربط قناة فالوب). تم إطلاق سراحها لاحقًا من المؤسسة للعمل كعاملة منزلية لدى عائلة في بلاند، فيرجينيا ‏. كانت قارئة نهمة حتى وفاتها في عام 1983. تم إعلان ابنتها فيفيان «ضعيفة العقل» بعد فحص سريع أجراه عامل ميداني في مكتب التحقيقات الفيدرالي الدكتور آرثر إستابروك ‏. وبحسب تقريره، أظهرت فيفيان «التخلف»، وبالتالي فإن «الأجيال الثلاثة» هي رأي الأغلبية. ومن الجدير بالذكر أن الطفلة حققت نتائج جيدة للغاية في المدرسة خلال العامين اللذين التحقت بهما (توفيت بسبب مضاعفات الحصبة في عام 1932)، حتى أنها أدرجت في قائمة الشرف بالمدرسة في أبريل 1931.

## التأثيرات
وكان تأثير قضية باك ضد بيل هو إضفاء الشرعية على قوانين التعقيم النسلي في الولايات المتحدة ككل. في حين أن العديد من الولايات لديها بالفعل قوانين التعقيم في كتبها، فإن استخدامها كان غير منتظم وكانت آثارها غير موجودة عمليًا في كل ولاية باستثناء كاليفورنيا. بعد قضية باك ضد بيل، أضافت عشرات الولايات قوانين جديدة للتعقيم، أو قامت بتحديث قوانينها غير القابلة للتطبيق دستوريًا والتي تم إقرارها بالفعل، بقوانين تعكس بشكل أوثق قانون فرجينيا الذي أيدته المحكمة.
تم تصميم قانون ولاية فرجينيا الذي أيدته قضية باك ضد بيل جزئيًا من قبل عالم تحسين النسل هاري إتش لافلين ‏، المشرف على مكتب سجلات تحسين النسل ‏ الخاص بـ تشارلز بنديكت دافنبورت في كولد سبرينج هاربور، نيويورك. كان لافلين قد أجرى قبل بضع سنوات دراسات حول تطبيق تشريعات التعقيم في جميع أنحاء البلاد، وخلص إلى أن السبب وراء عدم استخدامها كان في المقام الأول أن الأطباء الذين يأمرون بالتعقيم كانوا يخشون المقاضاة من قبل المرضى الذين يقومون بإجراء العمليات الجراحية لهم. رأى لافلين أن هناك حاجة إلى إنشاء «قانون نموذجي» يمكنه الصمود أمام التدقيق الدستوري، مما يمهد الطريق لعمليات التعقيم المستقبلية. كان الفقهاء النازيون الذين صمموا القانون الألماني للوقاية من النسل المصاب بأمراض وراثية يعتمدون إلى حد كبير على «قانون النموذج» الذي اقترحه لافلين، على الرغم من أن تطوير هذا القانون سبق قانون لافلين. كان لافلين يحظى باحترام كبير في ألمانيا النازية لدرجة أنهم رتبوا له منحًا درجة الدكتوراه الفخرية من جامعة هايدلبرغ في عام 1936. في محاكمات نورمبرج اللاحقة بعد الحرب العالمية الثانية، استشهد محامي موظف قوات الأمن الخاصة أوتو هوفمان صراحةً برأي هولمز في قضية باك ضد بيل في دفاعه.
ارتفعت معدلات التعقيم بموجب القوانين المتعلقة بالتحسين النسل في الولايات المتحدة من عام 1927 حتى قضية سكينر ضد أوكلاهوما ‏، 316 الولايات المتحدة 535 (1942). ورغم أن قضية سكينر ضد أوكلاهوما لم تلغِ قضية باك ضد بيل على وجه التحديد، فإنها خلقت معضلة قانونية كافية لتثبيط العديد من عمليات التعقيم. بحلول عام 1963، أصبحت قوانين التعقيم خارج الاستخدام بالكامل تقريبًا، على الرغم من أن بعضها ظل رسميًا في الكتب لسنوات عديدة. تم إزالة اللغة التي تشير إلى تحسين النسل من قانون التعقيم في ولاية فرجينيا، والقانون الحالي، الذي صدر في عام 1988 وتم تعديله في عام 2013، يسمح فقط بالتعقيم الطوعي لمن يبلغون 18 عامًا أو أكثر، بعد أن يعطي المريض موافقة كتابية ويبلغ الطبيب المريض بالعواقب بالإضافة إلى طرق بديلة لمنع الحمل.
تم تحويل قصة تعقيم كاري باك وقضيتها في المحكمة إلى دراما تلفزيونية في عام 1994، ضد إرادتها: قصة كاري باك. وقد تم الإشارة إليها أيضًا في الفيلم المثير أطفال الغد لعام 1934، وتم تناولها في الفيلم الوثائقي التجربة الأمريكية «حملة تحسين النسل» في أكتوبر 2018.
ورغم أن هذا الرأي والتحسين النسلي لا يزالان موضع إدانة على نطاق واسع، فإن القرار في هذه القضية لم يتم إلغاؤه رسميا. وقد تم الاستشهاد بقضية باك ضد بيل باعتبارها سابقة في رأي المحكمة (الجزء الثامن) في قضية رو ضد وايد، ولكن ليس لدعم حقوق الإجهاض. وعلى العكس من ذلك، استشهد القاضي بلاكمون بهذه القضية لتبرير أن الحق الدستوري في الإجهاض ليس غير محدود. وزعم بلاكمون أن الحق في الخصوصية قوي بما يكفي لمنع الدولة من حماية الحياة التي لم تولد بعد في الرحم، لكنه ليس قوياً بما يكفي لمنع تعقيم المرأة ضد إرادتها.
في قضية فيجر ضد توماس عام 1996، اعترفت محكمة الاستئناف الأمريكية للدائرة السادسة ‏ بقضية باك ضد بيل وانتقدتها أيضًا، وكتبت: «كما أشار القاضي هولمز في الجزء الوحيد من قضية باك ضد بيل الذي لم يُرفض، فإن الادعاء بانتهاك بند الحماية المتساوية استنادًا إلى التنفيذ الانتقائي هو الملاذ الأخير المعتاد للحجج الدستورية». في عام 2001، استشهدت محكمة الاستئناف الأمريكية للدائرة الثامنة ‏ بقضية باك ضد بيل لحماية الحقوق الدستورية لامرأة أُجبرت على التعقيم دون اتباع الإجراءات القانونية الواجبة. وذكرت المحكمة أن الخطأ والإساءة سوف ينتجان إذا لم تتبع الدولة المتطلبات الإجرائية التي وضعتها قضية باك ضد بيل، لإجراء عملية تعقيم غير طوعية.
وقد أظهر ديريك واردن كيف تأثر القرار في قضية باك ضد بيل بقانون الأمريكيين ذوي الإعاقة.[بحاجة لشرح]

### الاستشهادات
1. ↑  Buck v. Bell, 274 U.S. [الإنجليزية]‏ 200 (1927
).
2. ↑  الصفحة قالب:Bluebook meta/styles.css ليس بها محتوى.<cite class="csblue" id="خطأ: الوظيفة "sfnref" غير موجودة.">James W. Ellis, Disability Advocacy and Atkins, 57 DePaul Law Review 653, 657 (2008). ("In the eight decades since Buck, the Court has never overruled it.").
3. 1 2  Kaelber, Lutz. "Eugenics: Compulsory Sterilization in 50 American States – Virginia". Lutz Kaelber, Associate Professor of Sociology, University of Vermont. مؤرشف من الأصل في 2025-06-29. اطلع عليه بتاريخ 2013-05-14.
4. ↑  "Sexual Sterilization, Virginia Code §§ 54.1-2974 54.1-2980". جمعية فرجينيا العامة. مؤرشف من الأصل في 2025-04-04. اطلع عليه بتاريخ 2015-05-30.
5. ↑  White, G. Edward, Justice Oliver Wendell Holmes: Law and the Inner Self, New York: دار نشر جامعة أكسفورد, 1993, p. 407.
6. ↑  Galton، Francis (1883)، Inquiries into Human Faculty and its Development، London: Macmillan، ص. 199
7. ↑  Pandora's Lab: Seven stories of Science gone wrong
8. 1 2 3 4  "Buck vs. Bell Trial"، Eugenics Archive، مؤرشف من الأصل في 2024-12-13، اطلع عليه بتاريخ 2009-10-16
9. ↑  "Chapter 46B of the Code of Virginia § 1095h–m (1924)". encyclopediavirginia.org. مؤرشف من الأصل في 2021-02-04. اطلع عليه بتاريخ 2015-11-04.
10. ↑  "Online Services". Central Virginia Training Center. مؤرشف من الأصل في 2009-06-18. اطلع عليه بتاريخ 2009-06-23. Virginia State Colony for Epileptics and Feebleminded
11. ↑  "Buck v. Bell (1927)". encyclopediavirginia.org. مؤرشف من الأصل في 2023-06-10. اطلع عليه بتاريخ 2015-11-04.
12. ↑  "Buck, Carrie (1906–1983)". encyclopediavirginia.org. اطلع عليه بتاريخ 2015-11-04.
13. 1 2  Lombardo، Paul A. (1985)، "Three Generations, No Imbeciles: New Light on Buck v. Bell"، New York University Law Review، ج. 60، ص. 30–62، PMID:11658945
14. ↑  Cohen، Adam؛ Goodman، Amy؛ Shaikh، Nermeen، المحررون (17 مارس 2016). Buck v. Bell: Inside the SCOTUS Case That Led to Forced Sterilization of 70,000 & Inspired the Nazis. الديمقراطية الآن!. مؤرشف من الأصل في 2016-03-17. اطلع عليه بتاريخ 2016-03-18. Alt URL
  - "Buck v. Bell: Inside the SCOTUS Case That Led to Forced Sterilization of 70,000 & Inspired the Nazis". Democracy Now!. 17 مارس 2016. مؤرشف من الأصل في 2025-04-26.
15. 1 2  Cohen، Adam (2016). Imbeciles: The Supreme Court, American Eugenics, and the Sterilization of Carrie Buck. New York: بنغون غروب. ص. 24. ISBN:978-1594204180.
16. 1 2 3 4 5  Gould، Stephen Jay (يوليو 1984). "Carrie Buck's Daughter" (PDF). Natural History. مؤرشف (PDF) من الأصل في 2015-04-21. اطلع عليه بتاريخ 2014-06-10.
17. 1 2 3  Dorr، Gregory Michael. "Buck v. Bell (1927)". مؤرشف من الأصل في 2021-01-26. اطلع عليه بتاريخ 2012-10-23.
18. ↑  Lombardo, Paul A. (2008). Three Generations, No Imbeciles: Eugenics, The Supreme Court, and Buck v. Bell. Baltimore: Johns Hopkins University Press. ص. 190. ISBN:9780801890109. OCLC:195763255.
19. 1 2 3  Lombardo، Paul A. (2003). "Facing Carrie Buck". The Hastings Center Report. ج. 33 ع. 2: 14–17. DOI:10.2307/3528148. ISSN:0093-0334. JSTOR:3528148. PMID:12760114. مؤرشف من الأصل في 2023-12-08.
20. 1 2 3 4  "Buck v. Bell: The Test Case for Virginia's Eugenical Sterilization Act". Eugenics: Three Generations, No Imbeciles: Virginia, Eugenics & Buck v. Bell (بالإنجليزية الأمريكية). Archived from the original on 2020-11-08. Retrieved 2020-11-16.
21. ↑  USA Today (16 نوفمبر 2008). "Re-examining Supreme Court support for sterilization". ABC News. مؤرشف من الأصل في 2015-10-05. اطلع عليه بتاريخ 2020-11-25.
22. ↑  "Bell, John H. (1883–1934)". encyclopediavirginia.org. اطلع عليه بتاريخ 2015-11-04.
23. ↑  "Eugenics: Eugenics in Virginia". Claude Moore Health Sciences Library, جامعة فرجينيا. مؤرشف من الأصل في 2011-08-10. اطلع عليه بتاريخ 2013-03-26.
24. 1 2  Bruinius، Harry (2007). Better for All the World: The Secret History of Forced Sterilization and America's Quest for Racial Purity. New York: Vintage Books. ISBN:978-0-375-71305-7.
25. ↑  "Irving Whitehead, still image with audio". Cold Spring Harbor Laboratory DNA Learning Center. مؤرشف من الأصل في 2020-11-27. اطلع عليه بتاريخ 2020-11-17.
26. ↑  Fisher، Louis (2019). "Privacy Rights". Reconsidering Judicial Finality: Why the Supreme Court Is Not the Last Word on the Constitution. Lawrence: University Press of Kansas. ص. 124. DOI:10.2307/j.ctvqmp2sk. ISBN:978-0-7006-2810-0. JSTOR:j.ctvqmp2sk. S2CID:241678748. مؤرشف من الأصل في 2023-12-08.
27. ↑  ينص رأي الأغلبية للمحكمة على أنها قبلت تشخيصات الطاقم الطبي في فرجينيا، دون النظر في صحتها: "كاري باك امرأة بيضاء ضعيفة العقل، أُودعت في مستعمرة الولاية المذكورة آنفًا وفقًا للأصول القانونية. وهي ابنة أم ضعيفة العقل في نفس المؤسسة، وأم لطفل غير شرعي ضعيف العقل".274 U.S. at 205 نسخة محفوظة 2011-10-09 على موقع واي باك مشين.
28. ↑  |Baker, Liva (1991). The Justice from Beacon Hill. ISBN:978-0060166298.
29. 1 2  274 U.S. 200 (Buck v. Bell) نسخة محفوظة 2011-10-09 على موقع واي باك مشين., Justia.com U.S. Supreme Court Center نسخة محفوظة 2021-05-06 على موقع واي باك مشين..
30. ↑  274 U.S. at 207. نسخة محفوظة 2011-10-09 على موقع واي باك مشين.
31. ↑  "Buck v. Bell, Superintendent of State Colony Epileptics and Feeble Minded". Legal Information Institute. مؤرشف من الأصل في 2025-07-03. The principle that sustains compulsory vaccination is broad enough to cover cutting the قناة فالوب. Jacobson v. Massachusetts, 197 U.S. 11, 25 S. Ct. 358, 49 L. Ed. 643, 3 Ann. Cas. 765. Three generations of imbeciles are enough.
32. ↑  Phillip Thompson (23 فبراير 2005). "Silent Protest: A Catholic Justice Dissents in Buck V. Bell" (PDF). St. John's University. مؤرشف من الأصل (PDF) في 2013-01-13. اطلع عليه بتاريخ 2012-07-24. "Silent Protest: A Catholic Justice Dissents in Buck v. Bell"
33. 1 2  "The Eugenics Crusade". American Experience (بالإنجليزية). PBS. 2018. Archived from the original on 2018-10-05. Retrieved 2020-11-17.
34. 1 2  Lombardo، Paul A. (2003). "Facing Carrie Buck". The Hastings Center Report. ج. 33 ع. 2: 16. DOI:10.2307/3528148. ISSN:0093-0334. JSTOR:3528148. PMID:12760114. مؤرشف من الأصل في 2023-12-08.
35. ↑  "Influence of Virginia's Eugenical Sterilization Act". Eugenics: Three Generations, No Imbeciles: Virginia, Eugenics & Buck v. Bell (بالإنجليزية الأمريكية). Archived from the original on 2020-11-27. Retrieved 2020-11-16.
36. ↑  
Quinn, Peter (February/March 2003). "Race Cleansing in America نسخة محفوظة February 6, 2009, على موقع واي باك مشين. American Heritage. Retrieved 7-27-2010.
37. ↑  Harrry Hamilton Laughlin (ديسمبر 1922). "Model Eugenical Sterilization Law". Eugenical Sterilization in the United States. Psychopathic Laboratory of the Municipal Court of Chicago. مؤرشف من الأصل في 2011-07-09. اطلع عليه بتاريخ 2005-04-22. Harvard website
38. ↑  Bruinius، Harry (2007). Better for All the World: The Secret History of Forced Sterilization and America's Quest for Racial Purity. New York: Vintage Books. ص. 316. ISBN:978-0-375-71305-7.
39. ↑  "Sexual Sterilization, Virginia Code §§ 54.1-2974 – 54.1-2980". جمعية فرجينيا العامة. مؤرشف من الأصل في 2025-04-04. اطلع عليه بتاريخ 2015-05-30.
40. ↑  Roe v. Wade, 410 U.S. [الإنجليزية]‏ [https://supreme.justia.com/cases/federal/us/410/113/
  1. 154 113, 154] (1973) ("The privacy right involved, therefore, cannot be said to be absolute. In fact, it is not clear to us that the claim asserted by some amici that one has an unlimited right to do with one's body as one pleases bears a close relationship to the right of privacy previously articulated in the Court's decisions. The Court has refused to recognize an unlimited right of this kind in the past.")
41. ↑  Fieger v. Thomas, 74 F.3d 740, 750 (6th Cir. 1996) (“This claim of selective prosecution really amounts to a weak equal protection claim. And, as Justice Holmes pointed out in the only part of Buck v. Bell that remains unrepudiated, a claim of a violation of the Equal Protection Clause based upon selective enforcement 'is the usual last resort of constitutional arguments.”).
42. 1 2  Vaughn v. Ruoff, 253 F.3d 1124, 1129 (8th Cir. 2001) (“It is true that involuntary sterilization is not always unconstitutional if it is a narrowly tailored means to achieve a compelling government interest. See Buck v. Bell, 274 U.S. 200, 207–08, 47 S.Ct. 584, 71 L.Ed. 1000 (rejecting due process and equal protection challenges to compelled sterilization of mentally handicapped woman). It is also true that the mentally handicapped, depending on their circumstances, may be subjected to various degrees of government intrusion that would be unjustified if directed at other segments of society. See Cleburne, 473 U.S. at 442–47, 105 S.Ct. 3249; Buck, 274 U.S. at 207–08, 47 S.Ct. 584. It does not follow, however, that the State can dispense with procedural protections, coerce an individual into sterilization, and then after the fact argue that it was justified. If it did, it would invite conduct, like that alleged in this case, that is ripe for abuse and error.”).
43. ↑  Warden، Derek (2019). "Ex Tenebris Lux: Buck v. Bell and the Americans with Disabilities Act". University of Toledo Law Review. ج. 51. مؤرشف من الأصل في 2025-01-18. اطلع عليه بتاريخ 2021-01-04.

## للقراءة الإضافية
- Cohen، Adam (2016)، Imbeciles: The Supreme Court, American Eugenics, and the Sterilization of Carrie Buck، Penguin، ISBN:978-1-59420-418-0.
- Cullen-DuPont, Kathryn. Encyclopedia of Women's History in America (Infobase Publishing, 2009) pp 37–38
- Breed، Allen G. (13 أغسطس 2011). "Eugenics victim, son fighting together for justice". وينفال (كارولاينا الشمالية). Associated Press. مؤرشف من الأصل في 2019-03-06. اطلع عليه بتاريخ 2011-08-13.
- Bruinius، Harry (2007). Better for All the World: The Secret History of Forced Sterilization and America's Quest for Racial Purity. New York: Vintage Books. ISBN:978-0-375-71305-7.
- Leuchtenburg، William E. (1995)، "Mr. Justice Holmes and Three Generations of Imbeciles"، The Supreme Court Reborn: The Constitutional Revolution in the Age of Roosevelt، New York: Oxford، ص. 3–25، ISBN:978-0-19-511131-6.
- Lombardo، Paul (2008)، Three Generations, No Imbeciles: Eugenics, the Supreme Court, and Buck v. Bell.، Johns Hopkins University Press، ص. 365، ISBN:978-0-8018-9010-9
- Smith, J. David. The Sterilization of Carrie Buck (New Horizon Press, 1989)

## وصلات خارجية
- Text of Buck v. Bell, 274 U.S. [الإنجليزية]‏ 200 (1927) is available from:  CourtListener  Findlaw  Google Scholar  Justia  Library of Congress  Professor Thomas D. Russell
- An account of the case from the Dolan DNA Learning Center
- Buck v. Bell (Case File #31681), archives.gov
- "Eugenics." نسخة محفوظة April 5, 2013, على موقع واي باك مشين. Claude Moore Health Sciences Library, جامعة فرجينيا
- "Buck v. Bell (1927)" by N. Antonios and C. Raup at the Embryo Project Encyclopedia
- Buck v. Bell at Encyclopedia Virginia
- "Noah Feldman on 'Buck v. Bell'". Mahindra Humanities Center. 13 فبراير 2014. مؤرشف من الأصل في 2021-12-21 – عبر يوتيوب.